# AJ・マクギンティ
AJ・マクギンティ（AJ MacGinty、1990年2月26日 - ）は、プレミアシップ、ブリストル・ベアーズに所属しているラグビー選手。

## プロフィール
- アイルランド・ダブリン出身。
- ポジションはスタンドオフ(SO)。
- 身長 185cm、体重 95kg
- アメリカ代表キャップは28（2020年4月現在）。
- ラグビーワールドカップ2015・ラグビーワールドカップ2019のアメリカ代表に選ばれた[1]。

## 略歴
コナートを経て、2016年、セール・シャークスに加入。  
2022年、ブリストル・ベアーズに加入。